# Функции Стеклова
Функции Стеклова — функции, введённые русским математиком В. А. Стекловым (в публикации 1907 года) для решения задач, связанных с представлением функций в виде рядов по системам собственных функций задачи Штурма-Лиувилля.
| Пусть {\displaystyle f} — функция, интегрируемая на отрезке {\displaystyle [a,b]}. Тогда функция {\displaystyle f_{h}(x)=f_{h,1}(x)={\frac {1}{h}}\int \limits _{x-h/2}^{x+h/2}f(t)\,dt={\frac {1}{h}}\int \limits _{-h/2}^{h/2}f(x+t)\,dt} называется функцией Стеклова первого порядка для {\displaystyle f} с шагом {\displaystyle h>0}. Определенные по индукции функции {\displaystyle f_{h,r}(x)={\frac {1}{h}}\int \limits _{x-h/2}^{x+h/2}f_{h,r-1}(t)\,dt,\quad \ r=2,3,\ldots ,} называются функциями Стеклова порядка {\displaystyle r} для {\displaystyle f} с шагом {\displaystyle h>0}. |

## Свойства
- Функция {\displaystyle f_{h}(x)} имеет производную

{\displaystyle {\frac {d}{dx}}f_{h}(x)={\frac {1}{h}}{\Bigl (}f(x+h/2)-f(x-h/2){\Bigr )}}
почти во всех точках отрезка {\displaystyle [a,b]}.
- Если {\displaystyle f} абсолютно непрерывна на всей вещественной оси, то имеют место оценки:

{\displaystyle \sup \limits _{x\in (-\infty ,+\infty )}|f(x)-f_{h}(x)|\leq \omega _{f}(h/2),}
{\displaystyle \sup \limits _{x\in (-\infty ,+\infty )}{\Bigl |}{\frac {d}{dx}}f_{h}(x){\Bigr |}\leq {\frac {1}{h}}\omega _{f}(h),}
где {\displaystyle \omega _{f}(\cdot )} —  модуль непрерывности функции {\displaystyle f}.
- Если {\displaystyle f\in L^{p}(-\infty ,+\infty ),} то аналогичные неравенства имеют место в норме этого пространства.